# 발자국

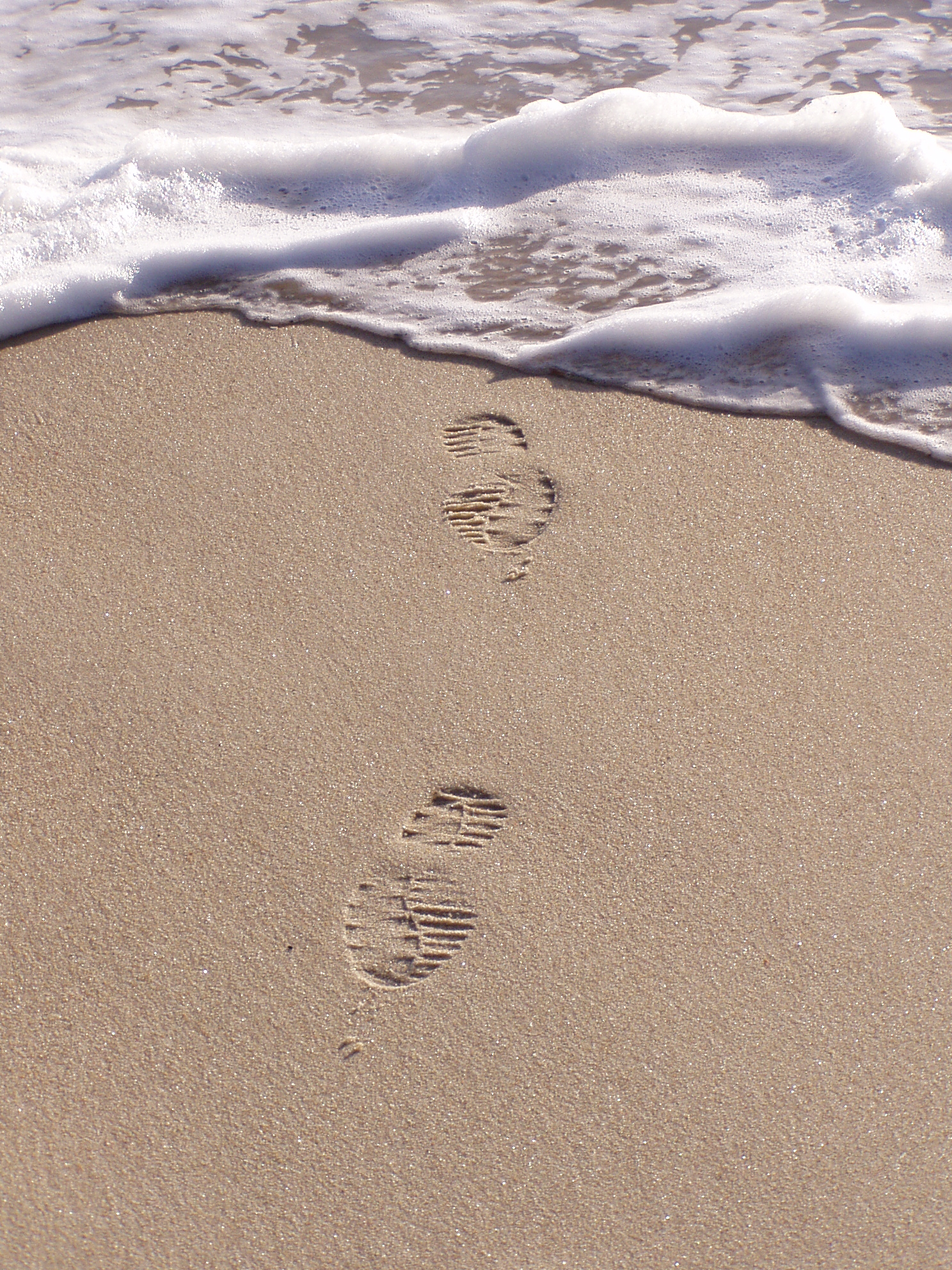
모래의 발자국

발자국 또는 족적(足跡·足迹)은 사람이나 동물이 흙, 눈, 진흙 등을 걷고 뒤에 남는 다리의 모양이다. 비슷한 단어로 발자취가 있는데, 발자취는 지나간 역사 등을 의미하기도 한다.

## 같이 보기
- 생태발자국
- 지문